# Luther (2003)
Luther (bra: Lutero; prt: Luther) é um filme teuto-estadunidense de 2003, do gênero drama histórico-biográfico, dirigido por Eric Till, com roteiro de Camille Thomasson e Bart Gavigan baseado na vida do reformista alemão Martinho Lutero desde que ele tornou-se monge cristão até a Confissão de Augsburgo.

## Sinopse
No século 16, Martinho Lutero rompe com a Igreja Católica e passa a lutar por uma instituição mais voltada para Deus, com menos poder e livre da corrupção.

## Elenco
- Joseph Fiennes ..... Martinho Lutero
- Alfred Molina ..... Johann Tetzel
- Jonathan Firth ..... Girolamo Aleander
- Claire Cox ..... Catarina de Bora
- Peter Ustinov ..... Frederico-o-Sábio
- Bruno Ganz ..... Johann von Staupitz
- Uwe Ochsenknecht ..... papa Leão 10
- Mathieu Carrière ..... cardeal Caetano
- Benjamin Sadler ..... Spalatin
- Jochen Horst ..... Professor Karlstadt
- Torben Liebrecht ..... Carlos 5.º
- Maria Simon ..... Hanna
- Lars Rudolph ..... Melâncton
- Marco Hofschneider ..... Ulrick
- Christopher Buchholz ..... von der Eck
- Timothy Peach ..... Karl von Miltitz
- Tom Strauss ..... Jorge de Brandemburgo
- Gene Reed ..... João da Saxônia
- Anian Zollner ..... Filipe de Hesse
- Johannes Lang ..... Albert, arcebispo de Mainz
- Jeff Boyd ..... prior
- Jeff Caster ..... Matthew
- Hussi Kutlucan ..... ferreiro
- Michael Traynor ..... Hans Lutero
- Joost Siedhoff ..... velho monge
- Anatole Taubman ..... Otto
- Lena Krimmel ..... Teresa
- Doris Prusova ..... Grete
- Jindrich Fajst ..... Thomas
- Robert Russell ..... coveiro
- Felix Klare ..... estudante
- Florian Panzner ..... estudante
- Jens Winter ..... auditor de Fugger
- Alexander Kendzia ..... frade dominicano
- Cesare Cremonini ..... frade dominicano
- Martino d'Amico ..... frade dominicano
- James Babson ..... frade dominicano
- Franco Mirabella ..... monge do Vaticano
- Maurizio Luca ..... Hawker
- Carlos Valles ..... monge mais velho
- Thomas Dehler ..... mercador
- Jan Nemejovsky ..... secretário de Alberto
- Jiri Maria Sieber ..... carrasco
- Martin Faltyn ..... monge carmelita
- Herb Andress ..... Gunter
- Jirina Mencakova ..... ex-freira
- Mathias Engel ..... homem comum
- Ekkehard Schwarz ..... homem comum
- Oliver McGillick ..... garoto
- Jaroslav Novotny ..... Kaspar Sturm